# O.F. Mossberg & Sons
O.F. Mossberg & Sons (najčešće poznato kao Mossberg) je američki proizvođač oružja, specijaliziran za sačmarice, skopove (dalekozore), puške i dodatke za vatrena oružja.
Šveđanin Oscar Frederick Mossberg je 1886. došao u SAD. Radio je u tvornici bicikala Ivera Johnsona, norvežanina koji je postao poznat po svom revolveru. Zajedno sa svojim sinovima, Iverom i Haroldom. O.F. Mossberg je osnovao tvrtku "O.F. Mossberg & Sons" u 1919. Mossberg je uskoro osim oružja počeo proizvoditi stalke za puške, palice za golf, kampere i jedrilice. Njihov najuspješniji proizvod je 12 gauge, pump-action sačmarica Mossberg 500.

## Vanjske poveznice
|  | Zajednički poslužitelj ima još gradiva o temi O.F. Mossberg & Sons |